# 榮靜
宗室榮靜（1777年6月6日—1851年5月29日），嘉慶十二年九月中式丁卯科繙譯舉人，十三年四月中式戊辰科繙譯進士，十四年三月授吏部主事，二十三年五月授副理事官，道光十年九月內緣事革退，咸豐元年（1851）辛亥四月廿九日酉時卒。